# Scarface (colonna sonora)
Scarface è la colonna sonora del film omonimo, uscito nel 1983.

## Descrizione
Curata dal compositore italiano Giorgio Moroder, vincitore dell'Academy Award, secondo il suo stile, è composta da musica new wave e da musica elettronica. Uscita nel 1983 in concomitanza con il film, nel 2003 è stata presentata una nuova versione completamente rimasterizzata.

## Tracce
1. Scarface (Push It to the Limit) di Paul Engemann
2. Rush Rush (Debbie Harry song) di Debbie Harry
3. Turn Out the Light di Amy Holland
4. Vamos a Bailar di Maria Conchita Alonso
5. Tony's Theme di Giorgio Moroder
6. She's on Fire di Amy Holland
7. Shake It Up di Elizabeth Daily
8. Dance Dance Dance di Beth Anderson
9. I'm Hot Tonight di Elizabeth Daily
10. Gina's and Elvira's Theme di Giorgio Moroder, cantata da Helen St. John

## Versione per videogiochi
Per l'uscita del videogioco Scarface: The World Is Yours è stata composta ed eseguita una nuova canzone dal rapper statunitense B-Real.